# マーズ・エクスプレス
マーズ・エクスプレス（Mars Express）は、2003年6月2日17時45分 (UTC) に欧州宇宙機関 (ESA) が打ち上げた火星探査機である。ESAとしては初の惑星探査ミッションとなった。

## 火星到着

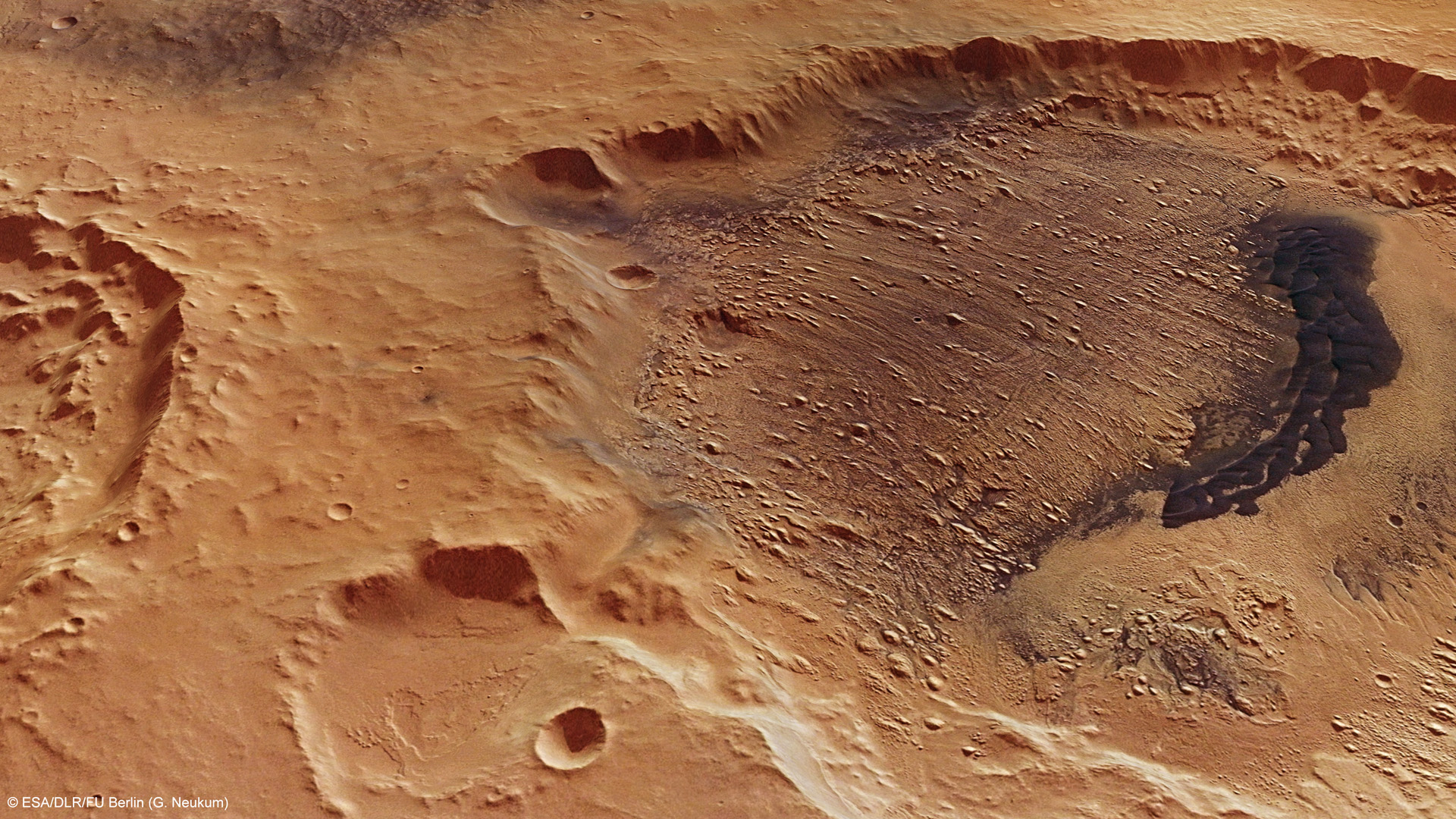
マーズ・エクスプレスが写したダニエルソン・クレーター

バイコヌール宇宙基地からソユーズFG/フレガートロケットで打ち上げられ火星軌道への遷移軌道に投入し、2003年12月25日に大接近数ヶ月後の火星に到着した。軌道上から火星の大気や地下構造の調査を行うほか、着陸船「ビーグル2」を降下させ、地表の調査と、過去および現在の生命の兆候の調査を予定していた。
火星軌道への到着に先立ち12月19日にビーグル2の放出に成功した。マーズ・エクスプレス・オービター（親機）は火星に接近した12月25日3時47分（欧州中央時）に主エンジンを37分間動作させ、火星を周回する軌道に乗ることに成功した。マーズ・エクスプレス・オービターの機体設計は、コスト削減のためESAの金星探査機ビーナス・エクスプレスにも使われた。マーズ・エクスプレス・オービターは、現在も火星探査を継続中である。

## ビーグル2の降下失敗

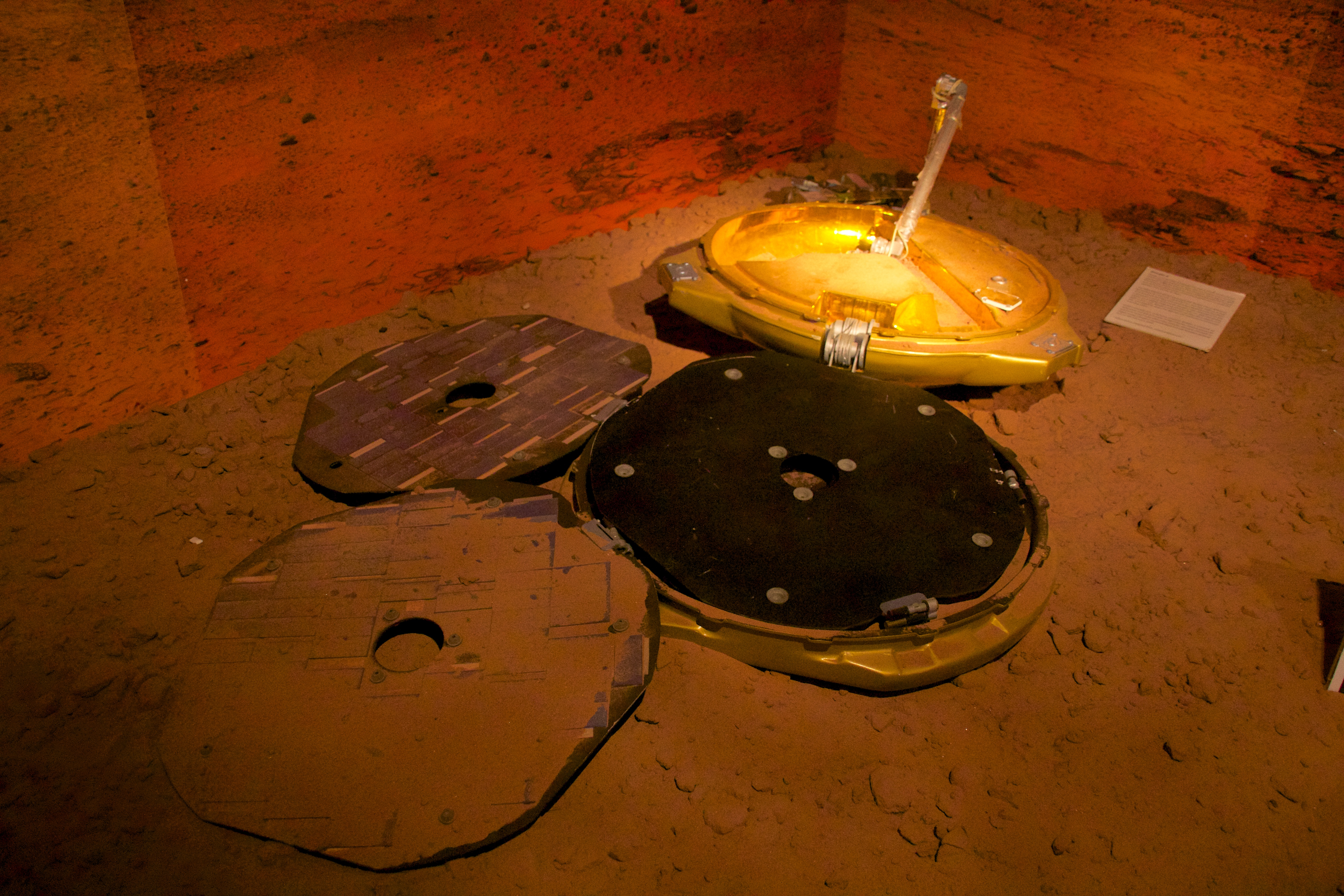
展開に失敗したビーグル2号（モデル）

ビーグル2（チャールズ・ダーウィンが乗り組んで世界一周航海を行ったビーグル号にちなんで命名された）は質量 60 kgのカプセルで、12月20日に火星へのコースに投入され、クリスマスの日に赤道地帯のイシディス平原に着地する予定であった。この着陸船は、着陸・操縦用エンジンを持たない。大気圏再突入時の熱を熱シールドで切り抜けた後、パラシュートを開いて減速し、3個のエアバッグで着地時の衝撃を和らげる方法を採用している。
ビーグル2は本体の火星軌道投入と同じころ火星表面への降下を行ったが、着陸推定時刻の3時間後にアメリカ航空宇宙局 (NASA) の2001マーズ・オデッセイ観測機を経由して通信を行われる予定であった通信が出来なかった。
このため、再度通信を試みると共に、イギリスのジョドレルバンク天文台の電波望遠鏡によりビーコン検出を試みた。しかし、12月26日 - 12月27日にかけて直径 76 mのアンテナ（Lovell電波望遠鏡）を使用したが、検出は出来なかった。
一方、マーズ・エクスプレスの本体は12月30日に火星軌道の軌道傾斜角を変更し、極軌道に乗ることに成功した。新軌道ではビーグル2の近くを通過することが出来るため、検出を期待して信号受信に再度取組んだが、通信には成功しなかった。ESAは2004年2月11日にビーグル2の喪失と失敗を宣言した。
2015年1月、NASAのマーズ・リコネッサンス・オービター (MRO) が撮影した高解像度画像からビーグル2を発見したとの報告が発表された。それによればビーグル2は太陽電池パネルの一部展開（4枚のうち2-3枚）まで成功しており、突入・降下・着陸シーケンスまで正常に機能していたことが分かった。しかし、太陽電池パネルが完全に展開しなければアンテナが使えず通信出来ない設計であった。

## 画像

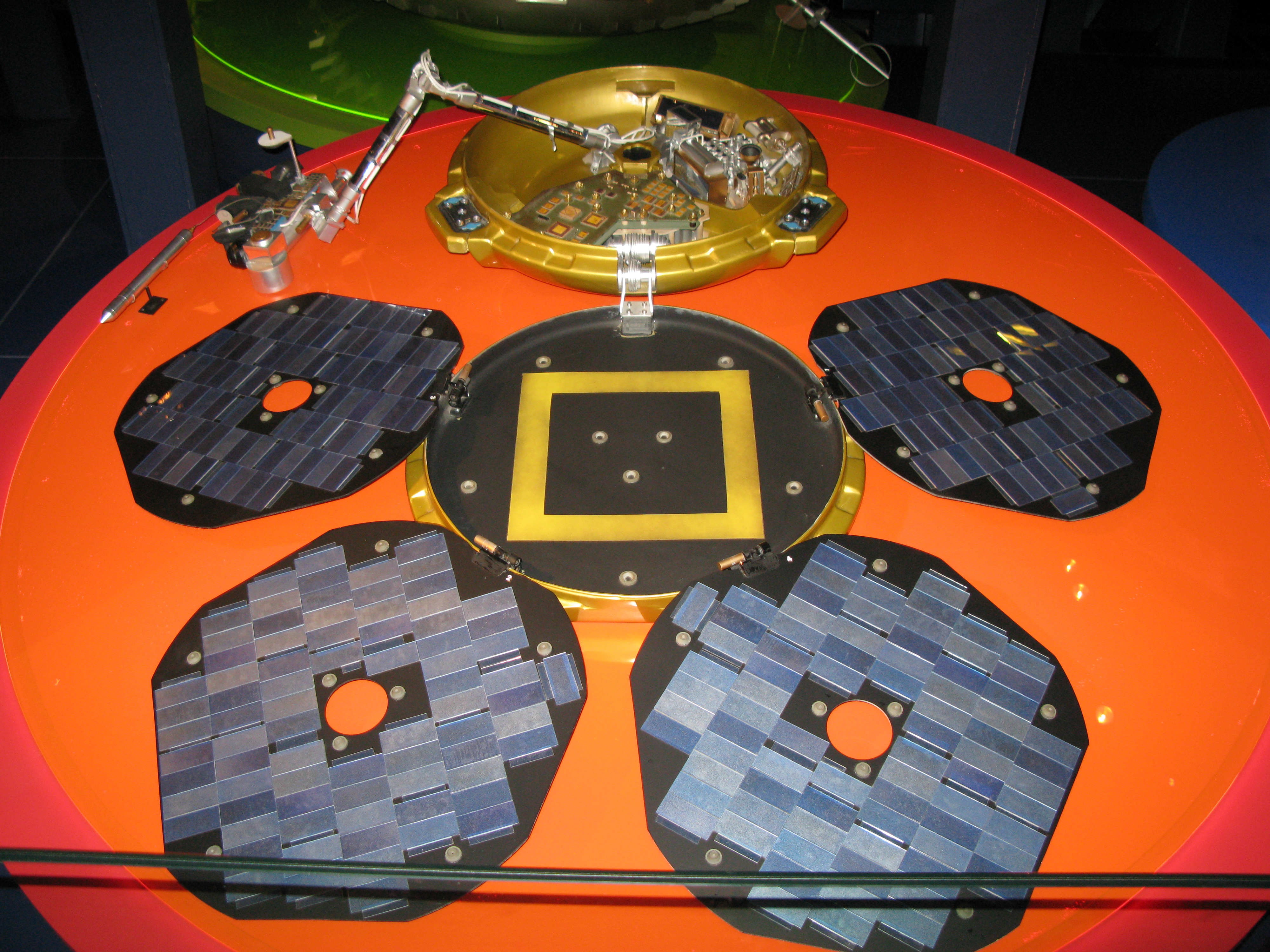
ビーグル2号（レプリカ）
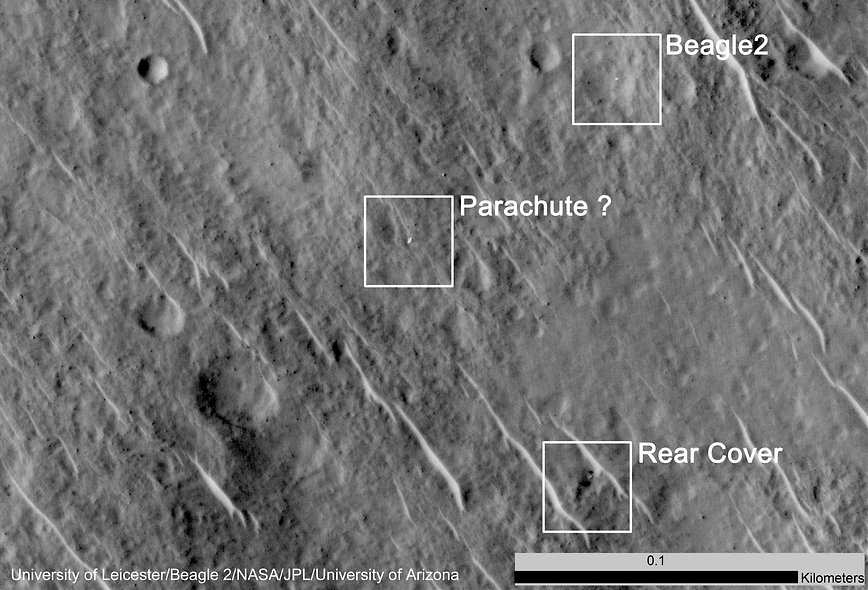
MROが発見したビーグル2号（広域）
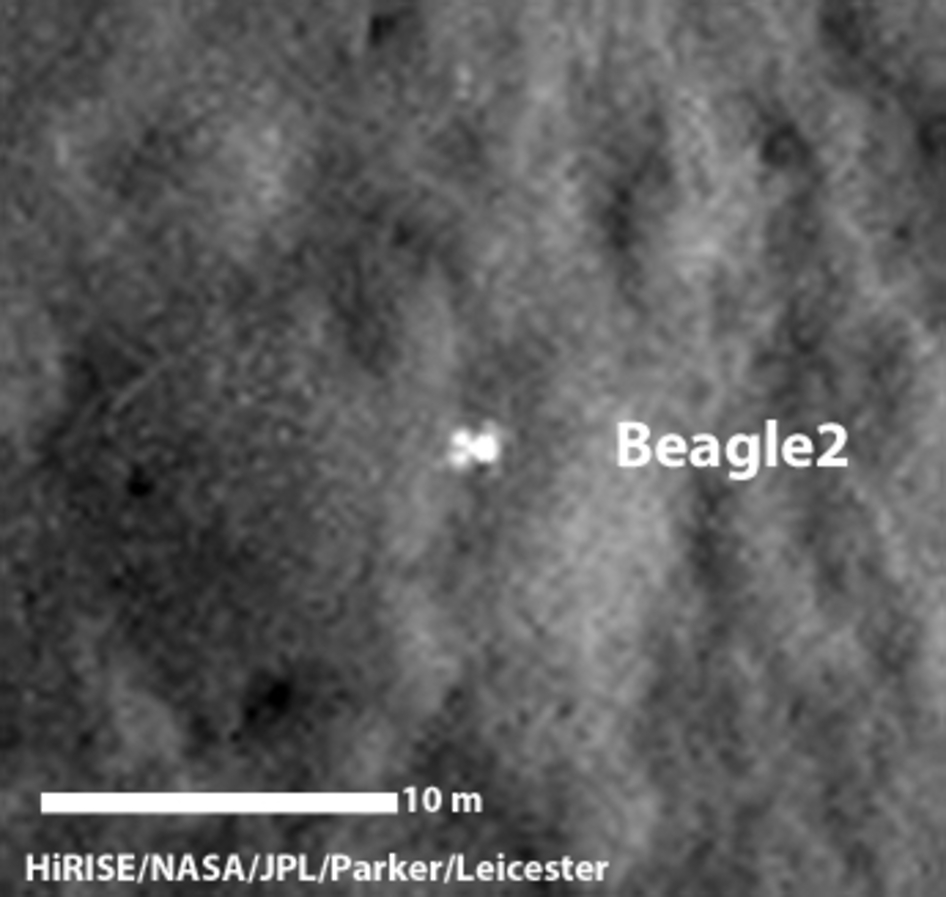
MROが発見したビーグル2号（拡大）
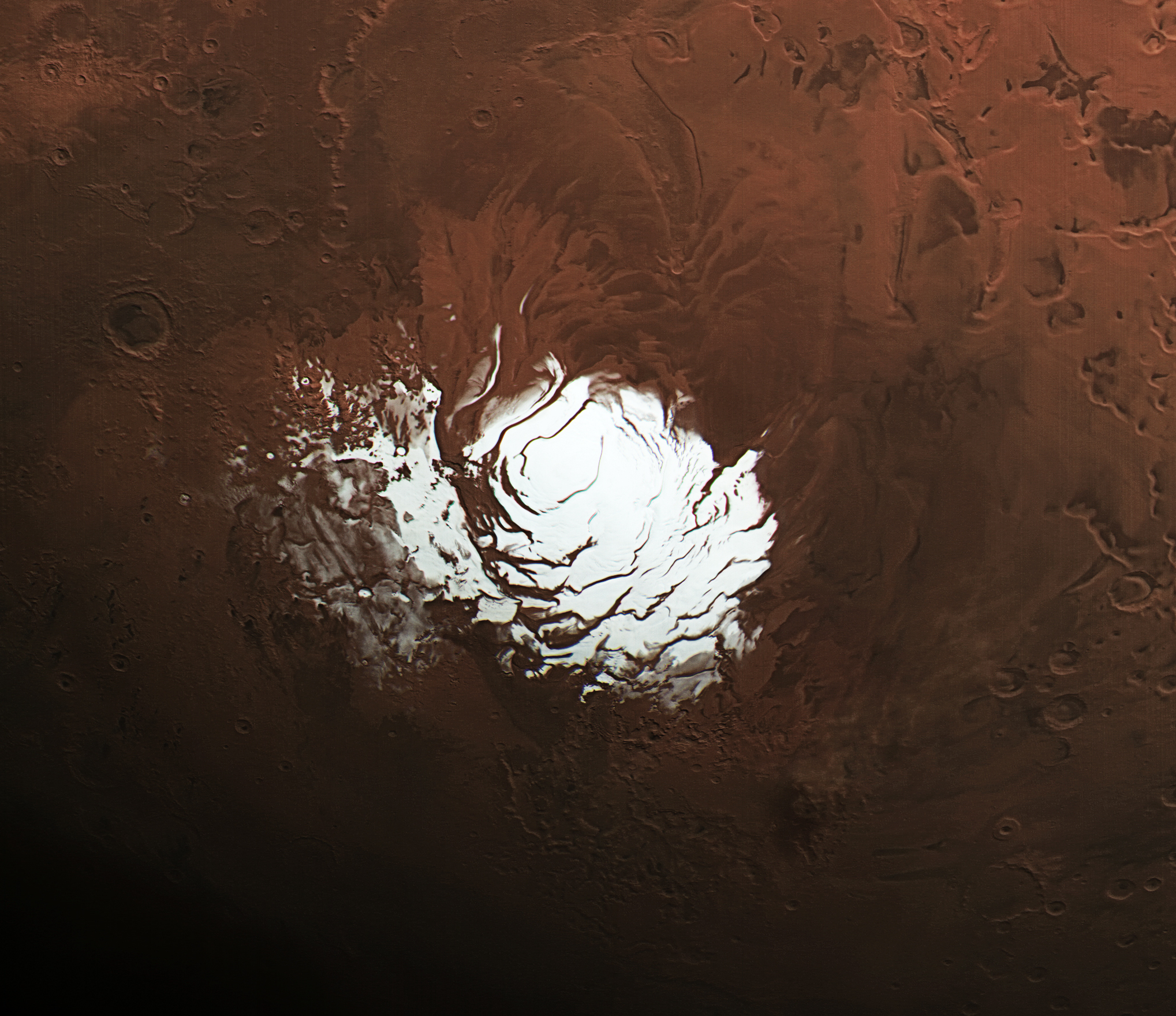
夏の火星の南極
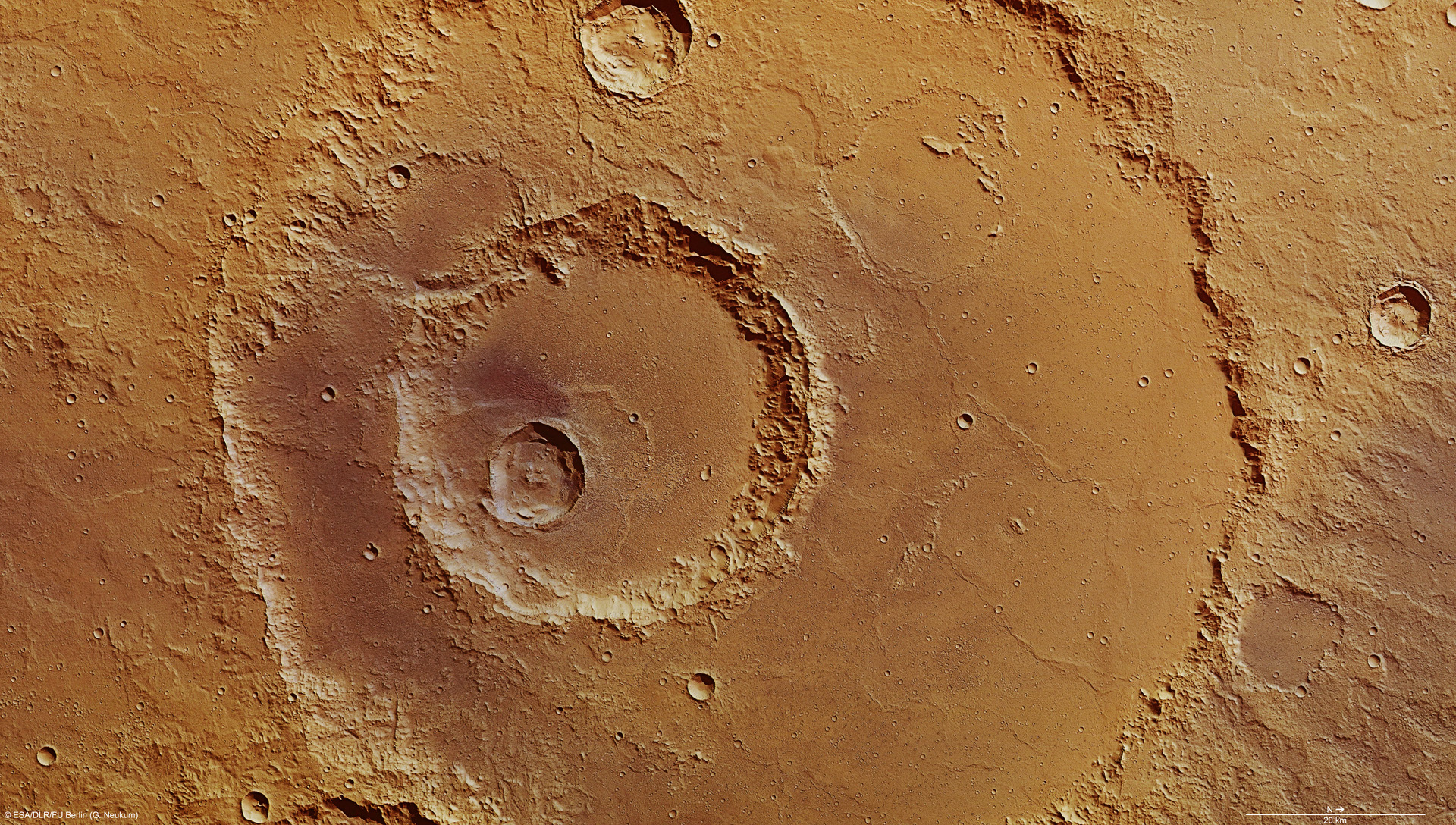
ハドリー・クレーター（英語版）
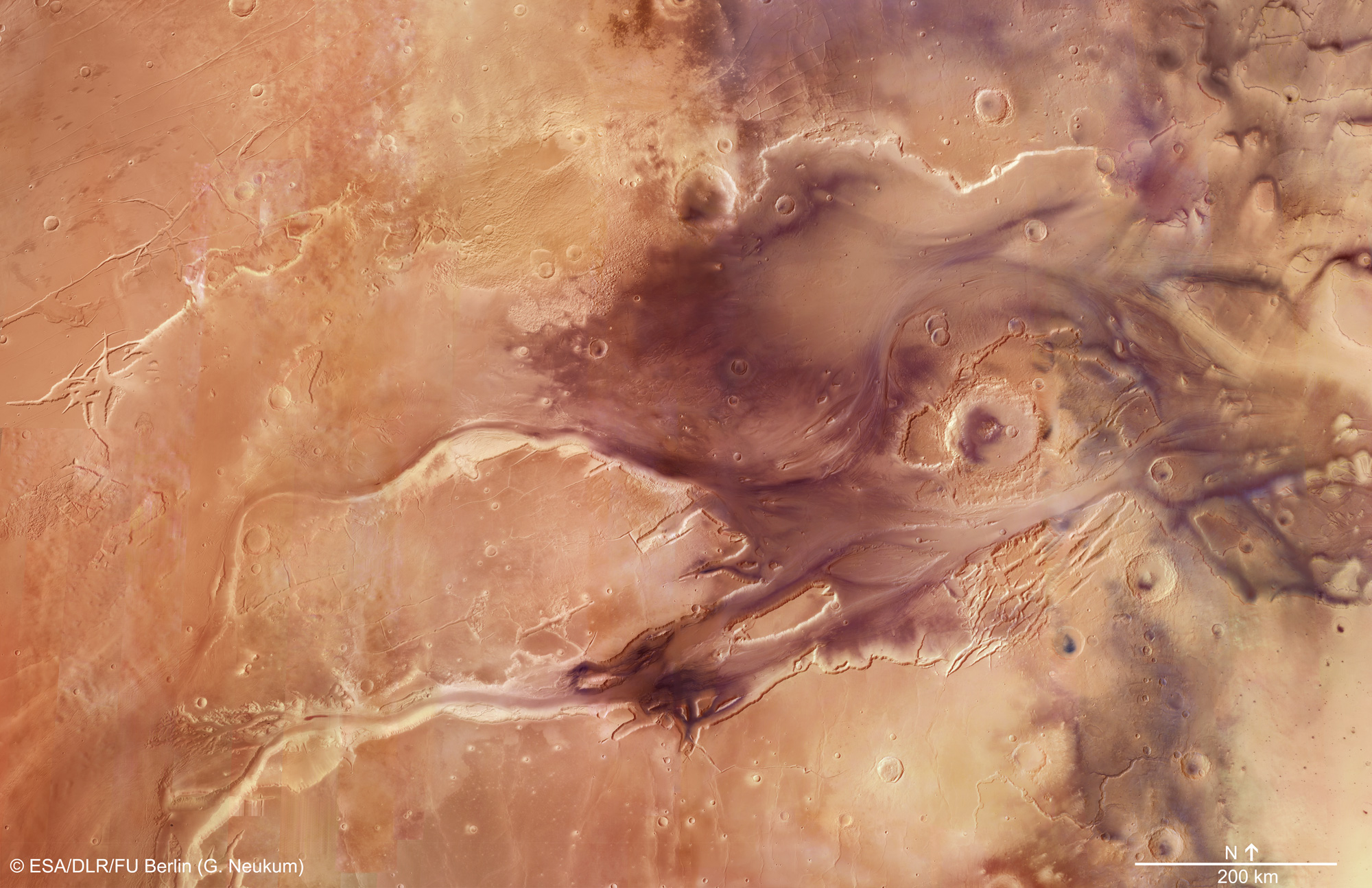
カセイ峡谷
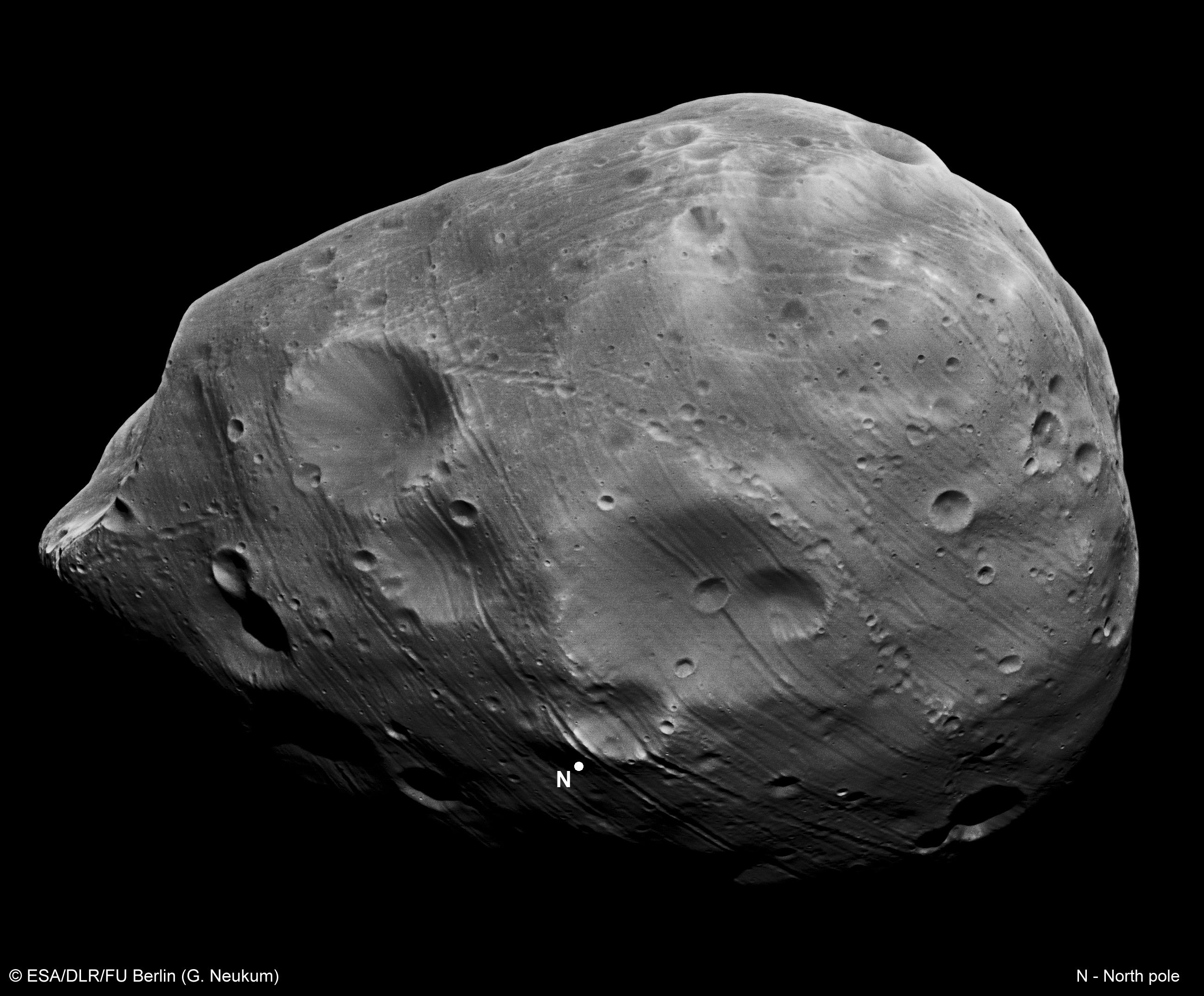
マーズ・エクスプレスが写した衛星フォボス